# إيراكوي

علم كونفدرالية الايروكواس

الايروكواس (بالإنجليزية: Iroquois)‏ هي تسمية لرابطة قبائل للأمم الأولى من الأمريكيين الأصليين التي اتحدت في منطقة البحيرات العظمى. تتألف من خمس قبائل: الموهوك، أونايدا، أنونداجا، كيجا، وسينيكا. اتحدوا في القرن 12 وأسسوا كونفدرالية. إنضمت اليهم قبيلة سادسة سنة 1720 وهي قبيلة توسكارورا. تعتبر رابطة الإيراكوي واحدة من أقوى التأثيرات على الديمقراطية الحديثة. مقرهم كان حيث تقع اليوم مدينة سيراكيوز بولاية نيويورك.

## التسمية
يسمي الايروكواسيون أنفسهم بـ«هودنوسوني» أي «شعب البيت الطويل» نسبة لفكرة «إنشاء بيت طويل ليسع جميع القبائل كعائلة واحدة». ولا يوجد مرجع واحد يشرح أصل كلمة «ايروكواس» بالتحديد. فالبعض يعتبرها تحريف الفرنسيين لكلمة ايريناكهيو الهارونية والتي تعني «شعب البيت الطويل». ويعتبر بعض اللغويون أن اصل الكلمة هي «ايلوكوا» الباسكية والتي تعني «الشعب القاتل» وهو ما كان يطلقه عليهم أعدائهم من قبائل الكونكوين.

## الاتحاد
النظام الديمقراطي للاتحاد كان يضم دستور يحتوي على 117 مادة، ومعروف باسم القانون العظيم للسلام. يعتبر ثاني أقدم برلمان في العالم بعد آيسلندا. يحكم الكونفدرالية برلمان أو ممثلي الشعب. الكونفدرالية كانت تفرض حدود وقيود صارمة على سلطة الحكام. كما تم تقسيم السلطة بين الرجل والمرأة، ينص على أن الرجل لا يمكن أن يترأس العشيرة، والمرأة لا يمكنها ان تصبح عسكرية، ومهام تعيين القادة العسكريين تقع على مسؤولية المرأة زعيمة العشيرة.

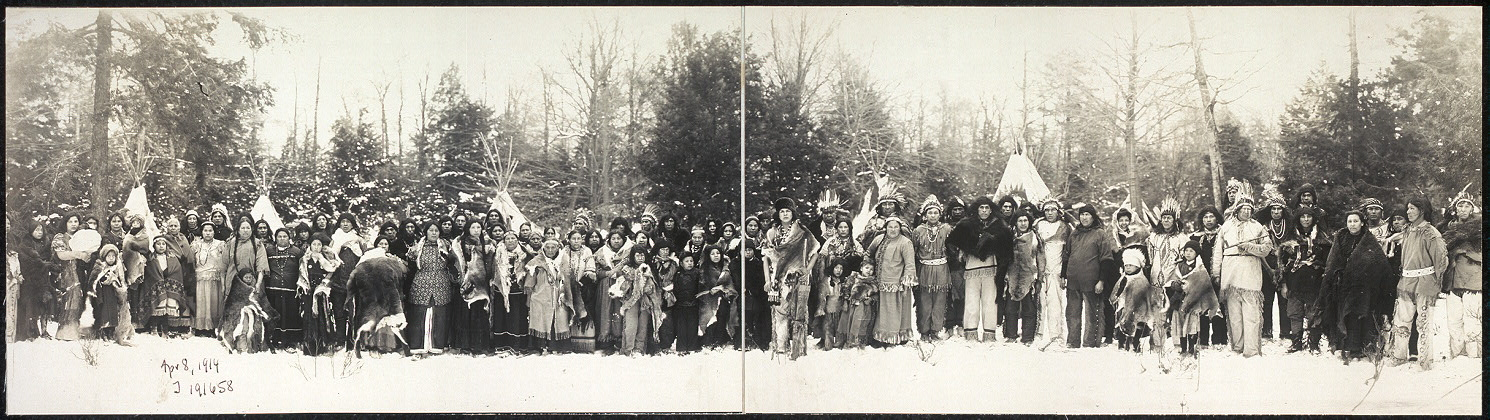
مجموعة من الإيراكوي سنة 1914

كان تأثير الاتحاد مباشر على الديمقراطية والدستورية، كما هو الحال في فكرة المساواة بين الرجل والمرأة في المجتمع الحديث. بنجامين فرانكلين، الذي كان له اتصال مباشر مع الايروكواس سنة 1753، أكد في أعماله أن درجة الاستقلالية التي كان يتمتع بها سكان الإيراكوي لم تكن معروفة في أوروبا، ونشر كتاب معاهدة الهنود، التي تعتبر واحدة من أهم أعمال فرانكلين. الفلاسفة ومؤرخين من الحركات الراديكالية مثل هاوارد زين، اعتبروا هذا الاتحاد يشكل مثالا على تنفيذ جذري للديمقراطية من خلال قرارات مجلس الشعب.

## تاريخ
نزحوا من مكان إقامتهم في غربي نهر الميسيسيبي حيث كانا يؤلفون، حسب كل احتمال، فرعاً من جماعة الداكوتا الكبيرة، وأقاموا بعد ترحلات طويلة في ولاية نيويورك الحالية، وانقسموا إلى خمس قبائل: سينيكا، كايوغا، أونونداغا، أونيدا، موهاوك. وكانوا يعيشون من صيد السمك والصيد البري والبستنة البدائية. وكانوا يسكنون في قرى تحميها الأسيجة الوتدية في معظم الأحوال. ولم يبلغ عددهم أبداً أكثر من 20000 شخص، وكانت في جميع قبائلهم الخمس بعض عشائر مشتركة، وكانوا يتكلمون بلهجات متقاربة جداً من لغة واحدة، ويسكنون في رقعة متصلة من الأرض جرى تقاسمها بين القبائل الخمس. وبما أنهم كانوا قد استولوا على هذه لأرض من زمن غير بعيد، فإن الأعمال المشتركة ين هذه القبائل الظافرة ضد القبائل المطرودة أصبحت ظاهرة طبيعية ومن حكم العادة. وعلى هذا النحو، تكون في مستهل القرن الخامس عشر على أبعد حد، «اتحاد أبدي»-اتحاد تعاهدي، أحس بقواه الجديدة، فاكتسب على الفور طابعاً هجومياً، واستولى في أوج بأسه، حوالي عام 1675، على رقعة كبيرة من الأراضي المحيطة به، طارداً السكان من بعضها وفارضاً الجزية على سكان بعضها لآخر.

## الإيروكوا في القرن العشرين
خلال الحرب العالمية الأولى شارك نحو 300 من الإيروكوا كحلفاء مع بريطانيا العظمى، عاد منهم 260.
في عام 1919 مجلس النهر الكبير، بقيادة الجنرال ليفي أو ديسكاهيه Deskaheh طالب ان تعتبر منطقة الإيراكوي محمية بريطانية مثل تونغا أو بتسوانا.

## وصلات خارجية
- موقع الأمم الست